# August Wilhelm Pauli (Diplomat)

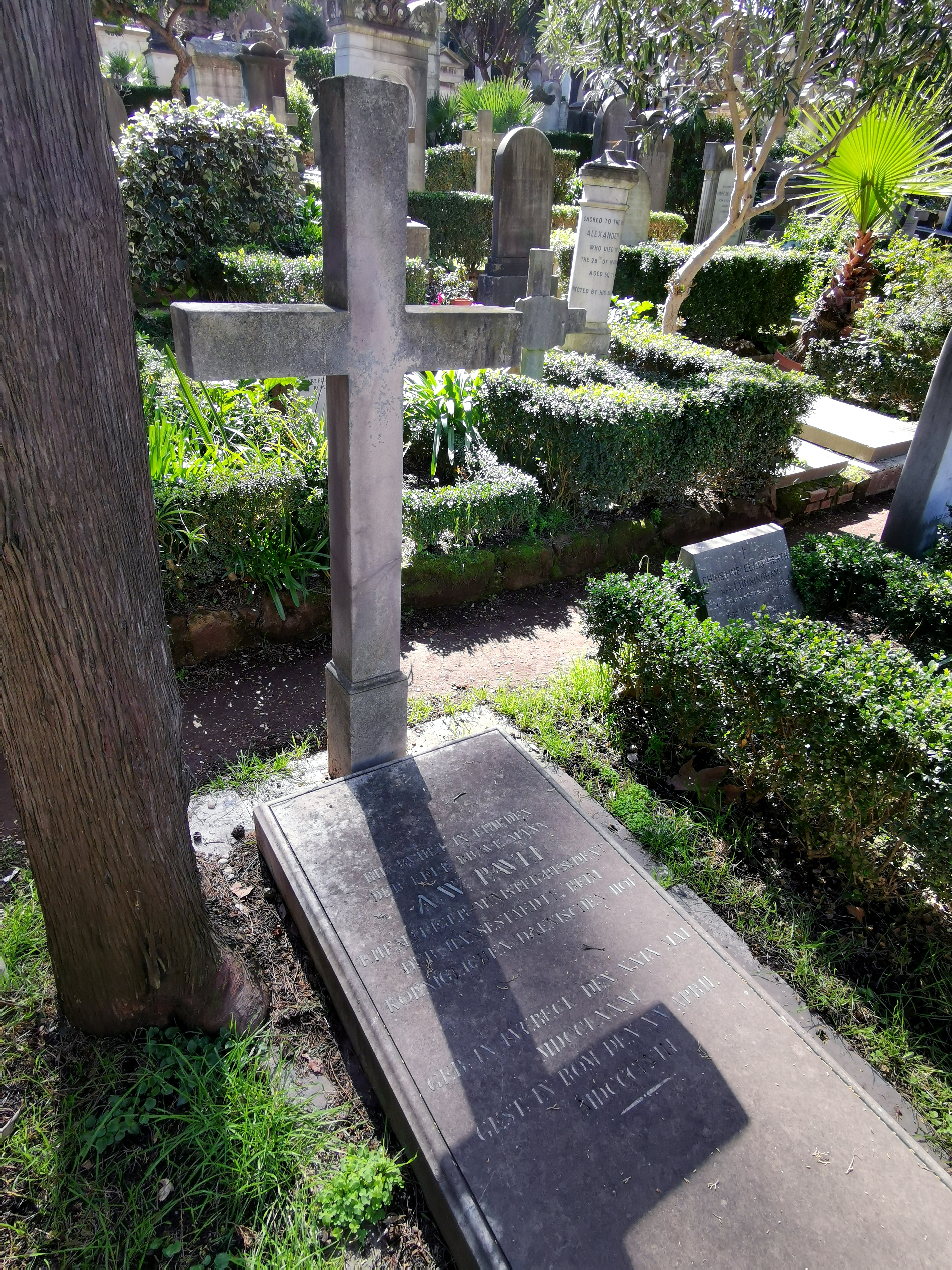
Grab auf dem Nichtkatholischen (Protestantischen) Friedhof Rom

August Wilhelm Pauli (* 29. Mai 1781 in Lübeck; † 20. April 1858 in Rom) war ein deutsch-dänischer Kaufmann und hanseatischer Gesandter in Kopenhagen.

## Leben
August Wilhelm Pauli stammte aus einer reformierten Lübecker Kaufmannsfamilie. Franz Hinrich Pauli (1710–1777) war 1728 aus Westfalen nach Lübeck gekommen und hatte das Handelshaus F. H. Pauli und Sohn aufgebaut. Er hatte zwei Söhne: Franz Hinrich Pauli (1747–1823) und Adrian Wilhelm Pauli (1749–1815), verheiratet mit Magdalena Poel und Vater von Carl Wilhelm Pauli. August Wilhelm Pauli war offenbar ein Sohn des jüngeren Franz Hinrich Pauli. 
Er ging nach Kopenhagen in die dortige Niederlassung des Familienunternehmens. Seit dem Ende der französischen Besetzung der Hansestädte 1814 war er als Nachfolger von Heinrich Carl Meinig zugleich hanseatischer Agent und Generalkonsul in Kopenhagen. 1829 wurde er zum Ministerresidenten der drei Hansestädte am königlich dänischen Hof ernannt. Seine spätere Amtszeit wurde durch die zunehmenden Spannungen in Schleswig-Holstein und den Widerstand der dänischen Regierung gegen die geplante Bahnverbindung zwischen Hamburg und Lübeck belastet. Am 30. Juni 1848 nahm er nach einem Bericht seines Schwagers Carl Brun angesichts der Schleswig-Holsteinischen Erhebung und der damit verbundenen Anfeindungen in Kopenhagen seinen Abschied. Seine Stelle blieb vakant, bis der Gesandte Friedrich Krüger 1855 seine Nachfolge antrat.
Seit dem 4. August 1809 war er verheiratet mit Charlotte, geb. Brun (1788–1872), der ältesten Tochter des Partners im Familienunternehmen Constantin Brun und Friederike Brun, die 1848 in Dänemark bei ihrem Bruder Carl blieb.
Die letzten Lebensjahre verbrachte er in Rom. Er wurde auf dem Protestantischen Friedhof beigesetzt, wo sein Grab bis heute erhalten ist.